# Supercopa de Japón 2022
La Supercopa de Japón 2022, también conocida como Supercopa FUJIFILM 2022 (en inglés: FUJIFILM Super Cup 2022) por motivos de patrocinio, fue la 29.ª edición de este torneo.
Fue disputada entre Kawasaki Frontale, como campeón de la J1 League 2021, y Urawa Red Diamonds, como campeón de la Copa del Emperador 2021. El partido se jugó el 12 de febrero de 2022 en el Estadio Nissan de la ciudad de Yokohama y el ganador fue Urawa Red Diamonds, que conquistó el torneo por quinta vez en su historia.

## Participantes
| Bandera de Prefectura de Kanagawa   | Kawasaki Frontale  | Campeón de la J1 League (2021)          |
| Bandera de la Prefectura de Saitama | Urawa Red Diamonds | Campeón de la Copa del Emperador (2021) |

## Partido
| 12 de febrero de 2022, 13:35 (UTC+9) | Kawasaki Frontale | 0:2 (0:1) | Urawa Red Diamonds | Estadio Nissan, Yokohama                                    |                                                             |
|                                      |                   | Reporte   | Esaka 7', 81'      | Asistencia: 18 558 espectadores Árbitro(s): Hiroki Kasahara | Asistencia: 18 558 espectadores Árbitro(s): Hiroki Kasahara |

|                                       |
| Bandera de la Prefectura de Saitama   |
| Campeón Urawa Red Diamonds 5.º título |